# Route nationale 111 (France)
Pour les articles homonymes, voir Route nationale 111.
La route nationale 111, ou RN 111, est une route nationale française ayant connu deux itinéraires différents. À l'origine, elle reliait Millau à Tonneins, puis après son déclassement intégral, le numéro 111 a été réutilisé pour une courte liaison entre Biriatou et l'échangeur no 1 de l'autoroute A63.

## Premier tracé: de Millau à Tonneins
La première route nationale 111 reliait Millau à Tonneins. À la suite de la réforme de 1972, elle a été intégralement déclassée en RD 911. Plus tard, la RD 911 est devenue RD 811 dans le Lot, à l'ouest de Cahors. Ensuite, la RD 911 entre Millau et l'A75 a été renommée RN 9, mais ce classement est déjà caduc.

### Tracé
- Millau (km 0)
- Pont-de-Salars (km 46)
- La Primaube, commune de Luc-la-Primaube (km 61)
- Baraqueville, où on rejoint la RN 88 (km 72)
- Rieupeyroux (km 91)
- Villefranche-de-Rouergue (km 114)
- Limogne-en-Quercy (km 138)
- Concots (km 148)
- Arcambal (km 168)
- Cahors (km 173)
- Puy-l'Évêque (km 207)
- Fumel (km 223)
- Villeneuve-sur-Lot (km 250)
- Sainte-Livrade-sur-Lot (km 259)
- Tonneins (km 283)

## Deuxième tracé: Biriatou
Le numéro 111 a aussi été attribué à une courte liaison située près de la frontière franco-espagnole reliant Biriatou à l'autoroute A63 sur l'échangeur no 1 du même nom.